# Dale W. Jorgenson
Dale Weldeau Jorgenson, född 7 maj 1933 i Bozeman, Montana, död 8 juni 2022 i Cambridge, Massachusetts, var en amerikansk nationalekonom. Han var verksam som professor vid Harvard University, efter att tidigare ha varit verksam vid University of California, Berkeley.
Jorgensons forskningsområde var ekonometri, särskilt ekonomisk tillväxt. Han är en centralfigur inom teoribildningen produktivitet.
Jorgenson invaldes 1989 som utländsk ledamot av svenska Vetenskapsakademien.

## Utmärkelser
- Ekonomie hedersdoktor vid Handelshögskolan i Stockholm (ekon. dr. h.c.) 2005